# 基里基夫卡
50°21′11″N 35°7′14″E / 50.35306°N 35.12056°E
基里基夫卡（烏克蘭語：Кириківка），亦译为基里科夫卡（俄语：Кириковка），是位於烏克蘭東北部的市級鎮，由蘇梅州奥赫特尔卡区的基里基夫卡市鎮負責管轄，並為該市鎮的行政中心。該鎮處於沃爾斯克拉河畔，面積48.03平方公里，海拔高度122米，2001年人口3,356，人口密度每平方公里69.87人。